# Schloss Küppelstein
Schloss Küppelstein ist ein ehemaliges Ausflugslokal im Remscheider Stadtteil Reinshagen. Es lag etwa 600 Meter nördlich des Ortsteils Küppelstein, der heute zum Stadtteil Westhausen gehört. Es sind nur Reste des ursprünglichen Gebäudes erhalten, heute steht das Kinderheim Der Waldhof an der Stelle.
Das Schloss wurde vor 1893 von der Brauerei Kipper als Ausflugslokal erbaut. Am 22. März 1896 feierten die beim Bau der Müngstener Brücke beteiligten Personen nach der Schlussnietung auf Schloss Küppelstein.
Nachdem das Gebäude im Zweiten Weltkrieg stark zerstört worden war, wurde es in den 1950er Jahren auf Grund seiner Baufälligkeit abgerissen. Auf den Grundmauern wurde das Kinderheim gebaut, das seit dem 1. September 2005 mit der Evangelischen Jugendhilfe Bergisch Land gGmbH fusioniert ist.